# Réquista (tổng)
Tổng Réquista là một tổng thuộc tỉnh Aveyron trong vùng Occitanie.

## Địa lý
Tổng này được tổ chức xung quanh Réquista ở quận Rodez. Độ cao khu vực này dao động từ 207 m (Réquista) đến 908 m (Durenque) với độ cao trung bình 555 m.

## Hành chính
| Giai đoạn | Ủy viên           | Đảng | Tư cách |
| --------- | ----------------- | ---- | ------- |
| 2001-2014 | Daniel Nespoulous | PS   |         |

## Các đơn vị trực thuộc
Tổng Réquista gồm 7 xã với dân số 4 982 người (điều tra dân số năm 1999, dân số không tính trùng)
| Xã                 | Dân số | Mã bưu chính | Mã insee |
| ------------------ | ------ | ------------ | -------- |
| Connac             | 122    | 12170        | 12075    |
| Durenque           | 607    | 12170        | 12092    |
| Lédergues          | 683    | 12170        | 12127    |
| Réquista           | 2 060  | 12170        | 12197    |
| Rullac-Saint-Cirq  | 407    | 12120        | 12207    |
| Saint-Jean-Delnous | 390    | 12170        | 12230    |
| La Selve           | 713    | 12170        | 12267    |

## Biến động dân số
| 1962                                                     | 1968  | 1975  | 1982  | 1990  | 1999  |
| -------------------------------------------------------- | ----- | ----- | ----- | ----- | ----- |
| 6 404                                                    | 6 920 | 6 478 | 6 085 | 5 491 | 4 982 |
| Nombre retenu à partir de 1962 : dân số không tính trùng |       |       |       |       |       |